# Johannes Sturm
Johannes Sturm, ook wel Jean Sturm en gelatiniseerd tot Johannes Sturmius, (Schleiden, 1 oktober 1507 – Straatsburg, 3 maart 1589) was een Luxemburgse humanist, calvinist, filoloog, pedagoog en diplomaat. Hij heeft een grote invloed gehad op het ontstaan van het gymnasiumonderwijs in Europa en zette zich in voor eenheid tussen de verschillende protestantse stromingen en verzoening tussen protestanten en katholieken. 

## Levensloop

### Jeugd en opleiding
Johannes Sturm werd geboren als zoon van Wilhelm Sturm, pachtontvanger van de graaf van Mandercheid-Schleiden, en Gertrud Hüls. Zijn eerste onderwijs kreeg hij op de school van Schleiden, maar na enige tijd verhuisde hij naar het kasteel van Manderscheid om opgevoed te worden samen met de zoons van de graaf. In 1521 ging hij naar Luik om onderwijs te volgen aan de Sint-Hieronymusschool van de Broeders van het Gemene Leven. De Broeders waren volgelingen van de Moderne Devotie, een spirituele beweging die zich afzette tegen het verval in de Rooms-Katholieke Kerk. De school was een toonaangevende Latijnse school, die in de jaren dat Sturm er studeerde getroffen werd door tweespalt tussen de docenten.
Nadat Sturm in 1524 de opleiding in Luik had afgesloten ging hij naar Universiteit van Leuven waar hij studeerde aan het Collegium Trilingue. Hij volgde colleges Latijn, Grieks, wiskunde, fysica en astrologie. Sturm maakte er ook kennis met het humanisme, een stroming die tot doel had het culturele erfgoed, de literaire erfenis en de morele filosofie van de Grieks-Romeinse beschaving nieuw leven in te blazen. In 1527 behaalde Sturm de academische graad 'Magister artium' als filoloog met als promotoren Nicolaes Cleynaerts en Johann Winter von Andernach.
Vervolgens begon Sturm aan de studie rechten, maar om in zijn onderhoud te voorzien ging hij ook lesgeven. Met financiële steun van zijn vader werd hij in 1528 compagnon van Rutgerus Rescius in een drukkerij die voornamelijk werken publiceerde van klassieke Grieken en kerkvaders. Dat jaar maakte hij een reis naar Straatsburg. Hij had zich in Luik en Leuven het gedachtegoed eigen gemaakt van de Moderne Devotie en het humanisme en werd nu ook aangetrokken door de Reformatie. Straatsburg had de reputatie een stad te zijn waar de wetenschap bevorderd werd en waar de protestantse hervormingen waren doorgevoerd op een harmonieuze manier, zonder ophef. Sturm trof daar de plaatselijke docenten en bezocht lessen van de theoloog en hervormer Martin Bucer, die indruk op hem maakten.
In 1529 reisde Sturm naar Parijs om daar de boeken van zijn drukkerij te verkopen. Toen hij daarin geslaagd was beëindigde hij zijn compagnonschap met Rescius. Hij zette in Parijs zijn studie rechten voort, stapte later over naar geneeskunde en nog later naar retorica en dialectiek.

### Docent
De gerenommeerde universiteit Sorbonne was op dat moment een bastion van conservatief onderwijs, met ouderwetse onderwijsmethoden en slecht Latijn, wars van de nieuwigheden van het humanisme. Als tegenkracht stichtte de vernieuwingsgezinde koning Frans I in 1530 het Collège royal. Sturm raakte betrokken bij het nieuwe onderwijsinstituut en werd er docent in retorica en dialectiek. In de eerste gaf hij met name aandacht aan Cicero en in de tweede aan Rudolf Agricola.

### Diplomaat
Door zijn kennis en zijn welsprekendheid trok hij de aandacht van een aantal personen uit de kring rond koning Frans I. Tot hen behoorden de schrijver Guillaume Budé, de gebroeders Guillaume en Jean du Bellay, en Marguerite de Navarre, de zus van de koning. Door hun toedoen kon Sturm een rol spelen bij de toenaderingspogingen die koning Frans I in 1534 en 1535 organiseerde tussen Frankrijk en de Duitse lutheranen. Sturm, die in 1533 een volgeling van de Reformatie was geworden, onderhield nauwe contacten met de hugenoten, de aanhangers van het gereformeerde geloof in Frankrijk en zorgde ervoor dat hun vrijheid behouden bleef. Hij zette zich ook in voor de verzoening tussen protestanten en katholieken en voor de eenheid tussen de verschillende protestantse stromingen. Omdat hij de hugenoten verdedigde, werd het voor hem gevaarlijk om in Parijs te blijven wonen. Aanvankelijk wist Guillaume du Bellay hem te vrijwaren van vervolging zodat hij kon blijven. Toen de toenaderingen definitief dreigden te mislukken vertrok Sturm eind 1536 naar Straatsburg, inmiddels een lutheraanse stad.

### Rector

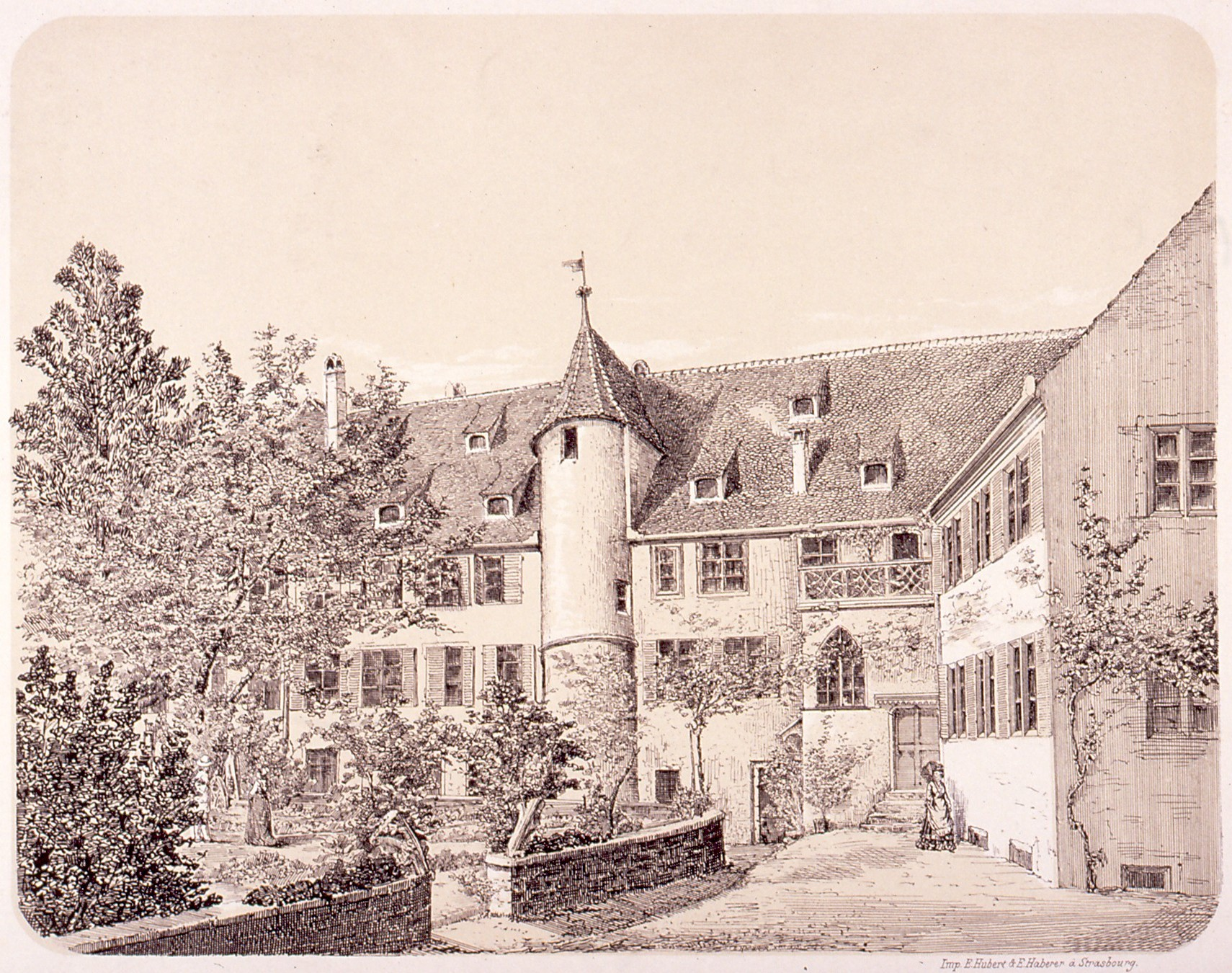
Het huis van Sturm in Straatsburg.
Lithografie van Édouard Hubert en Émile Haberer, negentiende eeuw.)

In januari 1537 werd Sturm in Straatburg door Martin Bucer opgevangen en in huis genomen. Stadsbestuurder Jakob Sturm von Sturmeck (die geen familie van hem was) en Bucer vroegen Sturm om het gehele openbare onderwijs in Straatsburg te reorganiseren. In maart 1538 presenteerde Sturm zijn plan voor het voortgezet onderwijs aan het stadsbestuur. Hij stelde voor om de verschillende Latijnse scholen samen te voegen tot een protestants gymnasium met een curriculum dat gebaseerd was op het programma dat hij in de jaren 1521-1524 in de Luikse Hieronymusschool had aangetroffen.
Het stadsbestuur accepteerde het voorstel en opende in mei 1538 de Schola Argentoratensis (Straatsburgse School), het huidige Gymnase Jean Sturm. De school was een combinatie van een klassikale Latijnse school en vrije colleges waarin theologie en Studia Humanitatis gedoceerd werden. Sturm werd de eerste rector. In 1544 werden de vrije colleges uitgebreid met rechten en geneeskunde. In 1566 verleende keizer Maximiliaan II de school het predicaat Academie, met de bevoegdheid van de faculteit Studia Humanitatis om diploma's uit te reiken.
Sturm beschreef de reorganisatie van het schoolsysteem in Straatsburg in 1538 in De litterarum ludis recte aperiendis. Deze publicatie werd als handleiding gebruikt werd bij schoolontwerpen in heel Europa, ook bij de ontwikkeling van de onderwijsmethode van de Jezuïeten, de 'Ratio Studiorum'. Zelf was Sturm ook direct bij enkele van die plannen betrokken, onder andere in Lauingen in 1564. Zijn inmiddels verder ontwikkelde pedagogische ideeën vatte Sturm samen in Scholae Lauinganae (Lauingense scholen). Dat verscheen in 1565 en in hetzelfde jaar publiceerde hij tevens Classicae Epistolae, een verzameling brieven met instructies die leraren konden volgen. Hij completeerde deze in 1569 met de Academicae epistolae.

### Diplomaat
Tijdens zijn rectoraat aan het gymnasium bleef Sturm een tiental jaren betrokken bij de toenaderingspogingen tussen protestanten en katholieken. Sturm was overtuigd protestant, streefde naar onderlinge tolerantie tussen de verschillende religies, en beschikte over diplomatieke vaardigheden. Hij speelde onder meer een rol bij protestantse conferenties in Frankfurt (1539), Haguenau (1540), Worms (1540) en Regensburg (1541). Sturm stelde zijn diplomatieke vaardigheden niet alleen in dienst van koning Frans I, maar ook van protestantse Duitse vorsten, de Deense koning en de koningin van Engeland, die hem beloonden met toelagen. Het decreet 'Interim van Augsburg' dat keizer Karel V in 1548 uitvaardigde, waarin hij de protestanten opdroeg om het katholiek geloof opnieuw te aanvaarden, betekende het einde van de interreligieuze toenaderingen. Sturm ging zich – mede onder druk van het verwijt dat hij de school veronachtzaamde – voornamelijk wijden aan zijn gymnasium. Hij beëindigde zijn diplomatieke activiteiten niet helemaal en bleef in contact met gezanten en geheime agenten die Engeland, Denemarken en vooral Frankrijk hadden in het keizerrijk.

### Ontslag als rector
In de jaren 1571-1575 speelden er in Straatsburg theologische controverses tussen leden van het lutherse en het calvinistische geloof. Sturm koos de kant van de calvinisten en beschermde de illegale kerk die de hugenoten als ballingen in Straatsburg hadden gesticht. Sturm kreeg ook onenigheid met enkele orthodoxe lutheranen die hoogleraar theologie waren. Zij wilden invloed uitoefenen op het onderwijsprogramma, met name op het in hun ogen verdachte onderwijs in de klassieke literatuur. Toen Sturm in 1575 dreigde met aftreden sloten de partijen onder druk van de stadsraad vrede. Enkele jaren later ontstonden nieuwe problemen tussen orthodoxe lutheranen en andere protestantse richtingen. Sturm verzette zich hevig tegen de dwang van de lutheranen, die hem vervolgens – ook vanaf de kansel – verweten een calvinist te zijn met zwingliaanse sympathieën en katholieke vrienden. De stadsbevolking keerde zich tegen Sturm en het stadsbestuur zag zich in 1581 genoodzaakt hem af te zetten als rector van het gymnasium. Sturm spande een rechtszaak aan bij het Rijkskamergerecht in Speyer, waarvan hij de afloop niet meer heeft meegemaakt. Zijn ontslag betekende het einde van het humanisme aan het gymnasium, ten gunste van de lutherse orthodoxie.

### Laatste jaren
Na zijn ontslag trok Sturm zich terug op zijn landgoed in Nordheim ten westen van Straatsburg. Hoewel hij na zijn ontslag voldoende inkomsten had om te kunnen leven in overeenstemming met zijn status, raakte hij toch in financiële problemen. Die werden veroorzaakt door de financiële verplichtingen die hij was aangegaan ten behoeve van de hugenoten ten tijde van de Tweede Hugenotenoorlog. In 1567 was Sturm ingegaan op het dringend verzoek van de hugenoten om hen te hulp te komen. Sturm had zich in een aantal gevallen garant gesteld voor leningen die de hugenoten afsloten en ook zelf leningen afgesloten voor geld dat hij aan de hugenoten voorschoot. Ondanks voortdurende pogingen was het Sturm niet gelukt om algehele terugbetaling van zijn gelden te verkrijgen en moest hij rente betalen over het restant van 30.000 pond dat nog openstond.
Veel van zijn tijd besteedde Sturm aan het schrijven over mogelijkheden om de Turken te verdrijven uit Oost-Europa, waar ze grote gebieden veroverd hadden. Hij pleitte ervoor dat een grote coalitie van protestantse en katholieke landen een permanent staand leger zou oprichten. Hij ontwikkelde ideeën over zaken als de mogelijke legerorganisatie, de financiering en de mogelijkheid langs de Turkse grens legerplaatsen te creëren die konden uitgroeien tot bloeiende steden. Hij heeft het werk niet afgemaakt; hij werd getroffen door jicht en werd gaandeweg blind. In 1598 is het postuum uitgegeven onder de titel De bello Adversus Turcos perpetuo commentarii. Epistolae de Turcico bello. Doordat zijn kinderen vroeg waren overleden en zijn vrouw Elisabeth in Straatsburg was achtergebleven om een internaat te runnen, vereenzaamde Sturm.
Sturm overleed op 3 maart 1589 in Straatsburg en werd bijgezet op de begraafplaats Saint-Gall. Op 31 maart 1589 werd in de stad een academische plechtigheid gehouden waarop Sturm werd gerehabiliteerd en geëerd als een van de grondleggers van de protestantse pedagogiek en de voor altijd illustere organisator van het gymnasium en de academie van Straatsburg.

## Privé
Sturm is driemaal getrouwd. De eerste keer in Parijs met Jeanne Pison, ook wel Jeanne Pondéria genoemd en overleden in Straatsburg. De datum en plaats van zijn tweede huwelijk, dat hij sloot met Margaretha Wigand, zijn niet bekend. Het derde huwelijk werd op 18 november 1572 gesloten in Straatsburg; de bruid was Elisabeth von Hohenburg.

## Werken (selectie)
- 1538 – De literarum ludis recte aperiendis
- 1538 – De amissa dicendi ratione
- 1539 – Partitionum dialecticarum libri duo
- 1540 – Ciceronis orationum volumina tria [...] emendata a Ioan. Sturmio
- 1541 – Ciceronis Librorum philosophicorum volumen primum [...] emendatum a Ioan. Sturmio
- 1546 – In partitiones oratorias Ciceronis
- 1551 – Beati Rhenani vita. In Beati Rhenani Rerum Germanicarum libri tres, ed. J. Sturm, iv–xii
- 1565 – Scholae Lauinganae
- 1565 – Classicae epistolae
- 1569 – Academicae epistolae
- 1574 – De imitatione oratoria libri tres
- 1575 – De exercitationibus rhetoricis liber academicus

Postuum
- 1598 – De bello Adversus Turcos perpetuo commentarii. Epistolae de Turcico bello